# Prévillers
Prévillers est une commune française située dans le département de l'Oise en région Hauts-de-France.

## Géographie
La superficie de la commune est de 518 hectares ; son altitude varie entre 151 et 198 mètres.
La commune a été détachée de Haute-Épine.
| Grez               |             | Le Hamel   |
| Gaudechart         | Prévillers  | Hétomesnil |
| Fontaine-Lavaganne | Haute-Épine | Lihus      |

### Hydrographie
La commune est traversée par la ligne de partage des eaux entre les bassins hydrographiques Artois-Picardie et Seine-Normandie. Elle n'est drainée par aucun cours d'eau.

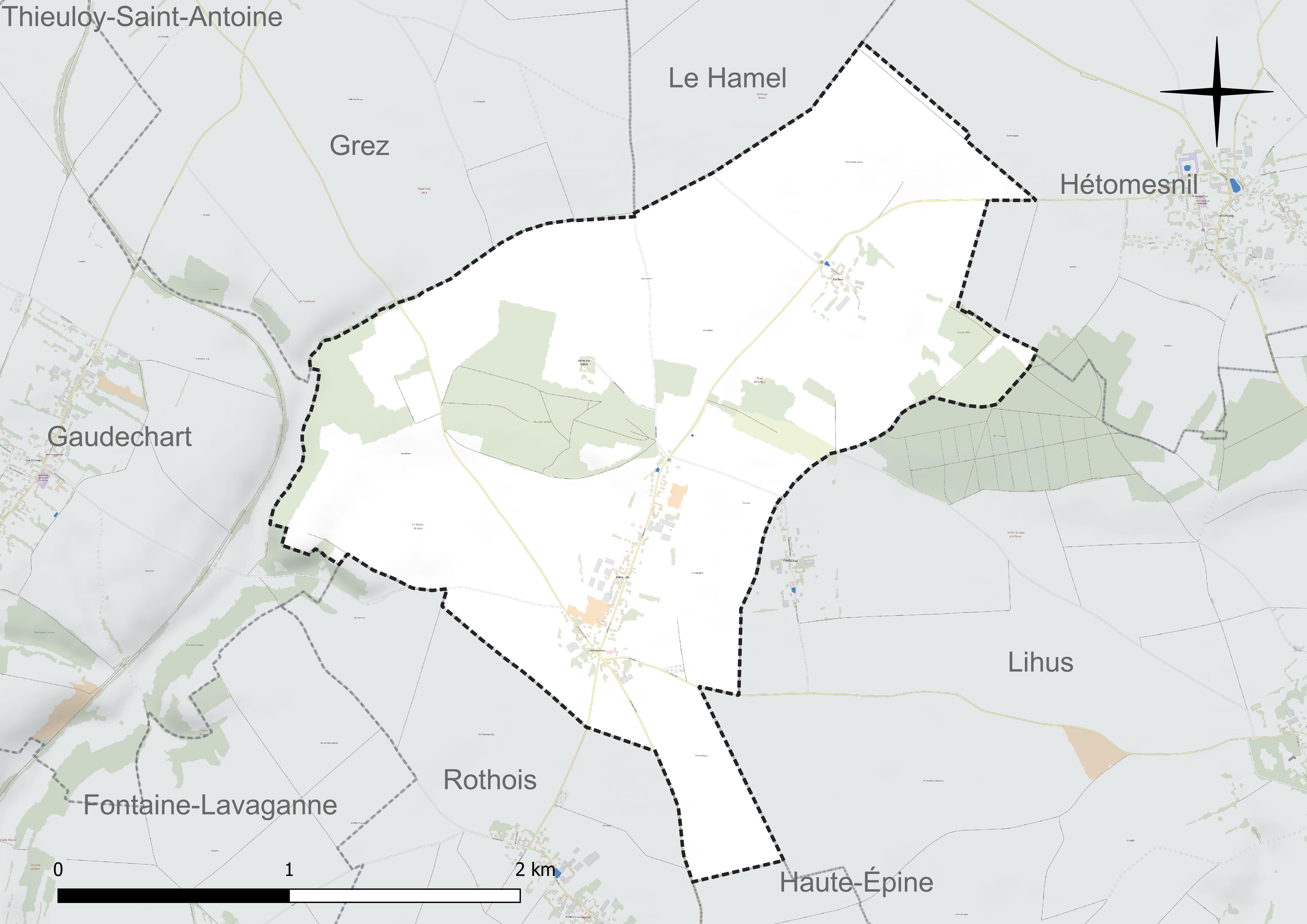
Réseau hydrographique de Prévillers.

### Climat
Pour des articles plus généraux, voir Climat des Hauts-de-France et Climat de l'Oise.
En 2010, le climat de la commune est de type climat océanique dégradé des plaines du Centre et du Nord, selon une étude du CNRS s'appuyant sur une série de données couvrant la période 1971-2000. En 2020, Météo-France publie une typologie des climats de la France métropolitaine dans laquelle la commune est exposée à un climat océanique et est dans la région climatique  Nord-est du bassin Parisien, caractérisée par un ensoleillement médiocre, une pluviométrie moyenne régulièrement répartie au cours de l'année et un hiver froid (3 °C). 
Pour la période 1971-2000, la température annuelle moyenne est de 9,9 °C, avec une amplitude thermique annuelle de 14,2 °C. Le cumul annuel moyen de précipitations est de 810 mm, avec 12,3 jours de précipitations en janvier et 8,4 jours en juillet. Pour la période 1991-2020, la température moyenne annuelle observée sur la station météorologique la plus proche, située sur la commune de Saint-Arnoult à 13 km à vol d'oiseau, est de 10,4 °C et le cumul annuel moyen de précipitations est de 797,2 mm,. Pour l'avenir, les paramètres climatiques de la commune estimés pour 2050 selon différents scénarios d'émission de gaz à effet de serre sont consultables sur un site dédié publié par Météo-France en novembre 2022.

## Urbanisme

### Typologie
Au 1er janvier 2024, Prévillers est catégorisée commune rurale à habitat dispersé, selon la nouvelle grille communale de densité à sept niveaux définie par l'Insee en 2022.
Elle est située hors unité urbaine. Par ailleurs la commune fait partie de l'aire d'attraction de Beauvais, dont elle est une commune de la couronne,. Cette aire, qui regroupe 162 communes, est catégorisée dans les aires de 50 000 à moins de 200 000 habitants,.

### Occupation des sols
L'occupation des sols de la commune, telle qu'elle ressort de la base de données européenne d'occupation biophysique des sols Corine Land Cover (CLC), est marquée par l'importance des territoires agricoles (86,7 % en 2018), une proportion identique à celle de 1990 (86,7 %). La répartition détaillée en 2018 est la suivante : 
terres arables (69,9 %), forêts (13,3 %), zones agricoles hétérogènes (11,3 %), prairies (5,5 %). L'évolution de l'occupation des sols de la commune et de ses infrastructures peut être observée sur les différentes représentations cartographiques du territoire : la carte de Cassini (XVIIIe siècle), la carte d'état-major (1820-1866) et les cartes ou photos aériennes de l'IGN pour la période actuelle (1950 à aujourd'hui).

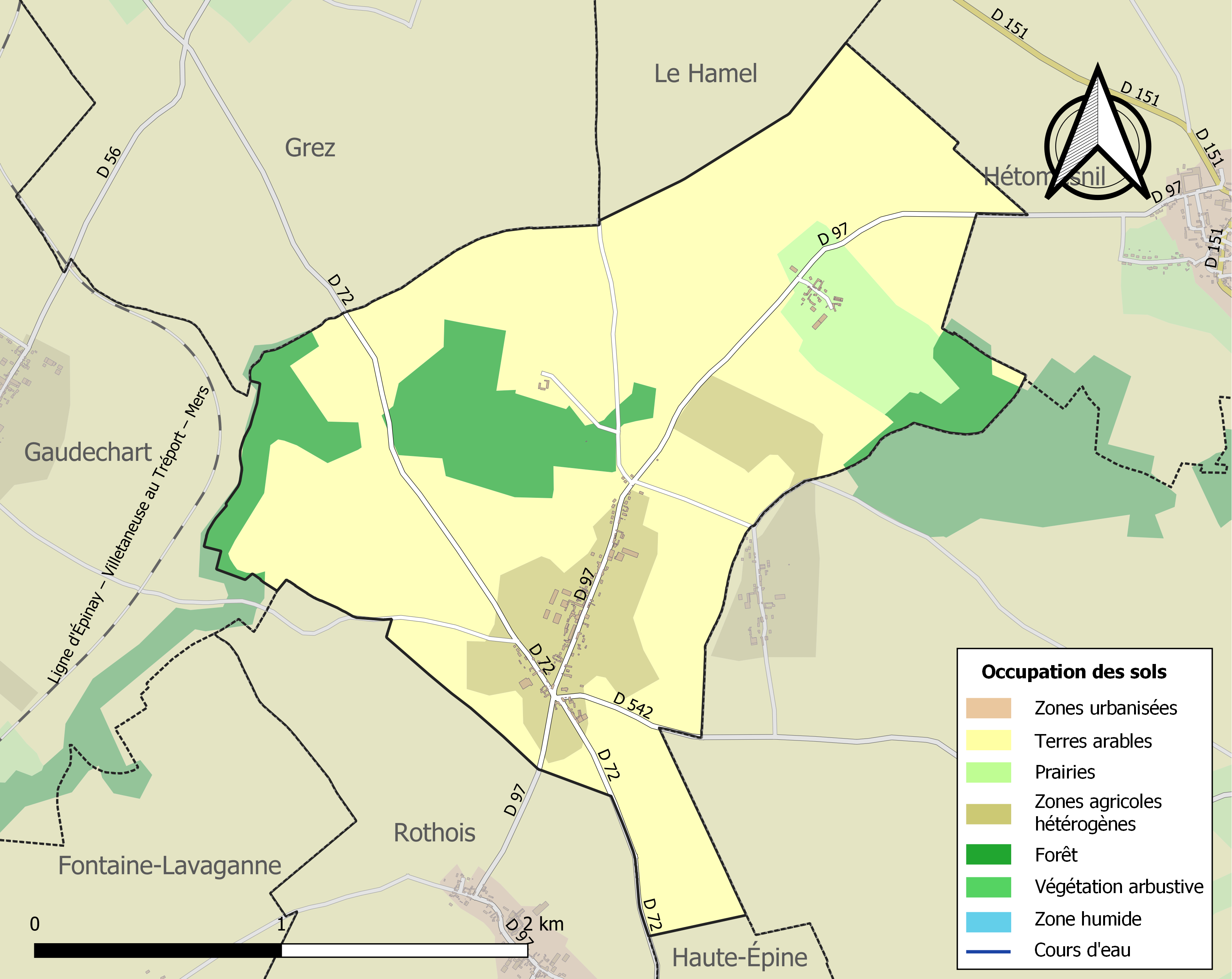
Carte des infrastructures et de l'occupation des sols de la commune en 2018 (CLC).

### Voies de communication et transports
La commune est desservie, en 2023, par les lignes 614, 616, 6103, 6104 et 6109 du réseau interurbain de l'Oise.

## Toponymie
Le nom de la localité est attesté sous les formes Proviler (1317) ; Prévillé (1470) ; Previller (1580) ; Prévilliers (1580) ; Preville (1667) ; Prévillers (1840).

## Politique et administration

### Rattachements administratifs et électoraux
La commune se trouve dans l'arrondissement de Beauvais du département de l'Oise. Pour l'élection des députés, elle fait partie de la première circonscription de l'Oise.
Elle faisait partie depuis 1802 du canton de Marseille-en-Beauvaisis. Dans le cadre du redécoupage cantonal de 2014 en France, la commune fait désormais partie du canton de Grandvilliers.

### Intercommunalité
La commune est membre depuis 1997 de la communauté de communes de la Picardie verte, qui succède à plusieurs SIVOM, dont celui de Marseille-en-Beauvaisis (19 communes, dont Prévillers, créé le 21 juillet 1965).

### Liste des maires
| Période                                  | Période                       | Identité               | Étiquette | Qualité                                    |
| ---------------------------------------- | ----------------------------- | ---------------------- | --------- | ------------------------------------------ |
| Les données manquantes sont à compléter. |                               |                        |           |                                            |
| mars 2001                                | ?                             | Raymond Brissot        |           |                                            |
| mi-mandat 2001-2008                      | 2012                          | Serge Bourdon          |           | Démissionnaire                             |
| 2012                                     | En cours (au 29 janvier 2020) | Frédéric Van de Caveye |           | Agriculteur Réélu pour le mandat 2014-2020 |

## Population et société

### Démographie

#### Évolution démographique
L'évolution du nombre d'habitants est connue à travers les recensements de la population effectués dans la commune depuis 1793. Pour les communes de moins de 10 000 habitants, une enquête de recensement portant sur toute la population est réalisée tous les cinq ans, les populations de référence des années intermédiaires étant quant à elles estimées par interpolation ou extrapolation. Pour la commune, le premier recensement exhaustif entrant dans le cadre du nouveau dispositif a été réalisé en 2005.

En 2022, la commune comptait 249 habitants, en évolution de +9,69 % par rapport à 2016 (Oise : +0,87 %, France hors Mayotte : +2,11 %).
| 1793 | 1800 | 1806 | 1821 | 1831 | 1836 | 1841 | 1846 | 1851 |
| ---- | ---- | ---- | ---- | ---- | ---- | ---- | ---- | ---- |
| 495  | 498  | 495  | 495  | 430  | 429  | 374  | 388  | 340  |

| 1856 | 1861 | 1866 | 1872 | 1876 | 1881 | 1886 | 1891 | 1896 |
| ---- | ---- | ---- | ---- | ---- | ---- | ---- | ---- | ---- |
| 346  | 319  | 303  | 301  | 264  | 242  | 219  | 202  | 182  |

| 1901 | 1906 | 1911 | 1921 | 1926 | 1931 | 1936 | 1946 | 1954 |
| ---- | ---- | ---- | ---- | ---- | ---- | ---- | ---- | ---- |
| 176  | 183  | 187  | 154  | 142  | 116  | 120  | 136  | 111  |

| 1962 | 1968 | 1975 | 1982 | 1990 | 1999 | 2005 | 2006 | 2010 |
| ---- | ---- | ---- | ---- | ---- | ---- | ---- | ---- | ---- |
| 94   | 104  | 84   | 102  | 116  | 109  | 129  | 131  | 181  |

| 2015 | 2020 | 2022 | - | - | - | - | - | - |
| ---- | ---- | ---- | - | - | - | - | - | - |
| 224  | 247  | 249  | - | - | - | - | - | - |

#### Pyramide des âges
La population de la commune est relativement jeune.
En 2018, le taux de personnes d'un âge inférieur à 30 ans s'élève à 48,5 %, soit au-dessus de la moyenne départementale (37,3 %). À l'inverse, le taux de personnes d'âge supérieur à 60 ans est de 12,1 % la même année, alors qu'il est de 22,8 % au niveau départemental.
En 2018, la commune comptait 126 hommes pour 111 femmes, soit un taux de 53,16 % d'hommes, largement supérieur au taux départemental (48,89 %).
Les pyramides des âges de la commune et du département s'établissent comme suit.
| Hommes | Classe d’âge | Femmes |
| ------ | ------------ | ------ |
| 0,0    | 90 ou +      | 0,0    |
| 3,8    | 75-89 ans    | 4,3    |
| 7,6    | 60-74 ans    | 8,6    |
| 16,0   | 45-59 ans    | 19,0   |
| 20,6   | 30-44 ans    | 23,3   |
| 20,6   | 15-29 ans    | 18,1   |
| 31,3   | 0-14 ans     | 26,7   |

| Hommes | Classe d’âge | Femmes |
| ------ | ------------ | ------ |
| 0,5    | 90 ou +      | 1,4    |
| 5,5    | 75-89 ans    | 7,6    |
| 15,6   | 60-74 ans    | 16,3   |
| 20,8   | 45-59 ans    | 20     |
| 19,4   | 30-44 ans    | 19,4   |
| 17,6   | 15-29 ans    | 16,2   |
| 20,6   | 0-14 ans     | 19,1   |

### Enseignement
La commune fait partie en 2019, d'un regroupement pédagogique rassemblant Fontaine-Lavaganne, Roy- Boissy, Prévillers, Gaudechart et Rothois, et scolarisant 150 enfants.
Le syndicat intercommunal scolaire qui le gère a décidé la création d'une nouvelle école unique pour les 5 villages, implantée sur un terrain de 5 365 m2 situé à Fontaine-Lagavanne, comprenant 3 classes maternelles avec leurs enseignants et deux agents de service, prévus pour 90 enfants ainsi que 4 classes primaires et des locaux annexes, prévus pour 120 élèves et 4 professeurs. Le coût de ce projet, envisagé depuis une dizaine d'années et qui a suscité d'importants débats dans les autres communes craignant de voir dépérir leurs villages, est évalué à un peu plus de deux millions d'euros hors taxes, financés par l'Etat, le département  et un fond complémentaire issu du contrat de ruralité passé entre l'État et la Picardie verte.

## Culture locale et patrimoine

### Lieux et monuments
- L'église Saint-Nicaise, des XVIe et XVIIIe siècles[24].

### Personnalités liées à la commune
- Madeleine Sillier, fille d'un ouvrier de Prévillers, épousa le prince de Caramonico, en Italie. Elle décéda en 1847.[réf. nécessaire]